# 조류보전
조류보전(鳥類保全, 영어: bird conservation) 또는 조류보존(鳥類保存)은 위협받는 새와 관련된 보전생물학 과학 분야이다. 인간은 많은 조류 종에 지대한 영향을 미쳤다. 역사적으로 100종이 넘는 종이 멸종했지만, 인간이 멜라네시아, 폴리네시아, 미크로네시아 섬을 식민지화하면서 가장 극적인 인간에 의한 멸종은 태평양에서 일어났으며, 그 동안 약 750~1,800종의 새가 멸종되었다. 월드워치 연구소(Worldwatch Institute)에 따르면 현재 전 세계적으로 많은 조류 개체수가 감소하고 있으며, 다음 세기에는 1,200종의 조류가 멸종 위기에 처해 있다. 가장 큰 이유는 서식지 손실과 관련이 있다. 다른 위협으로는 과도한 사냥, 구조적 충돌로 인한 우발적 사망, 장거리 어업 혼획, 오염, 애완용 고양이에 의한 경쟁 및 포식, 기름 유출, 살충제 사용, 기후 변화 등이 있다. 정부는 수많은 보존 자선 단체와 함께 입법, 조류 서식지 보존 및 복원, 재도입을 위한 포로 개체군 확립 등 다양한 방법으로 조류를 보호하기 위해 노력하고 있다.

## 같이 보기
- 버드라이프 인터내셔널